# Robbie Robertson (album)
| Recensione                        | Giudizio     |
| --------------------------------- | ------------ |
| AllMusic                          | [ 5 ]        |
| Robert Christgau                  | C+           |
| The New Rolling Stone Album Guide | [ 7 ]        |
| Sputnikmusic                      | 4.5 (Superb) |
| Piero Scaruffi                    | [ 9 ]        |
| Dizionario del Pop-Rock           | [ 10 ]       |
| 24.000 dischi                     | [ 11 ]       |

Robbie Robertson è il primo eponimo album discografico in studio da solista del cantante canadese Robbie Robertson, pubblicato nel 1987.

## Tracce

### LP
Lato A
Testi e musiche di Robbie Robertson eccetto dove indicato.
1. Fallen Angel – 5:54 (Robbie Robertson, Martin Page)
2. Showdown at Big Sky – 4:48
3. Broken Arrow – 5:23
4. Sweet Fire of Love – 5:17 (Robbie Robertson, U2)

Lato B
Testi e musiche di Robbie Robertson eccetto dove indicato.
1. American Roulette – 4:57
2. Somewhere Down the Crazy River – 4:57
3. Hell's Half Acre – 4:21 (Robbie Robertson, Martin Page)
4. Sonny Got Caught in the Moonlight – 3:52
5. Testimony – 4:50

### CD
Edizione CD del 2010, pubblicato dalla Geffen Records (UICY-94702)
Testi e musiche di Robbie Robertson eccetto dove indicato.
1. Fallen Angel – 5:54 (Robbie Robertson, Martin Page)
2. Showdown at Big Sky – 4:48
3. Broken Arrow – 5:23
4. Sweet Fire of Love – 5:17 (Robbie Robertson, U2)
5. American Roulette – 4:57
6. Somewhere Down the Crazy River – 4:57
7. Hell's Half Acre – 4:21 (Robbie Robertson, Martin Page)
8. Sonny Got Caught in the Moonlight – 3:52
9. Testimony – 4:50
10. Christmas Must Be Tonight – 4:53 – Traccia bonus - Dall'album colonna sonora del film Scrooged
11. Testimony – 6:34 – Traccia bonus - Edited 12" remix - con produzione e remix aggiunta di Nile Rodgers

## Musicisti
Fallen Angel
- Robbie Robertson – voce, chitarra, cori
- Bill Dillon – chitarra
- Garth Hudson – tastiere
- Peter Gabriel – tastiere, voce
- Tinker Barfield – basso
- Manu Katché – batteria, percussioni
- Martin Page – drum program

Showdown at Big Sky
- Robbie Robertson – voce, chitarra solista, cori
- Daniel Lanois – percussioni, cori
- Bill Dillon – chitarre, cori
- Larry Klein – basso
- Manu Katché – batteria
- "BoDeans" (Sam Llanas e Kurt Neumann) – cori

Broken Arrow
- Robbie Robertson – voce, chitarre, cori
- Peter Gabriel – tastiere, drum program
- Daniel Lanois – percussioni, cori
- Terry Bozzio – batteria
- Abraham Laboriel – basso

Sweet Fire of Love
- Robbie Robertson – voce, chitarra solista
- The Edge – chitarra solista
- Bono – voce, basso
- Adam Clayton – basso
- Larry Mullen, Jr. – batteria
- Daniel Lanois – cori, percussioni

American Roulette
- Robbie Robertson – voce, tastiere, chitarra solista
- Bill Dillon – chitarre
- Garth Hudson – tastiere
- Tony Levin – basso stick
- Tinker Barfield – basso
- Hans Christian – basso
- Terry Bozzio – batteria
- "BoDeans" (Sam Llanas e Kurt Neumann) – cori
- Maria McKee – cori

Somewhere Down the Crazy River
- Robbie Robertson – voce, chitarra, cori
- Bill Dillon – chitarra
- Daniel Lanois – omnichord, chitarra
- Tony Levin – basso
- Manu Katché – batteria
- Sammy BoDean (Sam Llanas) – cori

Hell's Half Acre
- Bobbie Robertson – voce, chitarra solista
- Bill Dillon – chitarra
- Tony Levin – basso stick
- Manu Katché – batteria, percussioni

Sonny Got Caught in the Moonlight
- Robbie Robertson – voce, tastiere, chitarra
- Bill Dillon – chitarra
- Daniel Lanois – chitarra, percussioni
- Tony Levin – basso
- Manu Katché – batteria, percussioni
- Cary Butler – drum program
- Rick Danko – cori

Testimony
- Robbie Robertson – voce, tastiere, chitarra
- The Edge – chitarra
- Bill Dillon – chitarra
- Bono - chitarra, cori
- Adam Clayton – basso
- Daniel Lanois – basso, percussioni
- Larry Mullen, Jr. – batteria
- Ivan Neville – cori
- Gil Evans Horn Section – strumenti a fiato
- Gil Evans – arrangiamento strumenti a fiato
- Peter Levin – assistente arrangiamento strumenti a fiato

Note aggiuntive
- Daniel Lanois e Robbie Robertson – produttori
- Gary Gersh – produttore esecutivo
- Jim Scott – ingegnere delle registrazioni, produttore associato
- Registrazioni effettuate al: The Village Recorder/West Los Angeles, California; U2 Mobile Unit-Danesmote/Dublino, Irlanda; Ashcombe House/Londra, Inghilterra; A&M Recording Studio/Hollywood, California; Bearsville Sound Studio/Bearsville, New York; The Hit Factory/New York, New York
- Chris Callis – foto copertina album
- Jeri McManus – design copertina album
- Nick Wechsler – management
- Dedicato a: Dominique, Alexandra, Delphine e Sebastian[12]

## Classifica
Album
| Anno | Classifica            | Posizione raggiunta |
| ---- | --------------------- | ------------------- |
| 1987 | Billboard 200         | 38                  |
| 1987 | Official Albums Chart | 23                  |

Singoli
| Anno | Titolo del brano               | Classifica             | Posizione raggiunta |
| ---- | ------------------------------ | ---------------------- | ------------------- |
| 1987 | Showdown at Big Sky            | Mainstream Rock Songs  | 2                   |
| 1988 | Sweet Fire of Love             | Mainstream Rock Songs  | 7                   |
| 1988 | American Roulette              | Mainstream Rock Songs  | 21                  |
| 1988 | Somewhere Down the Crazy River | Mainstream Rock Songs  | 24                  |
| 1988 | Somewhere Down the Crazy River | Adult Contemporary     | 47                  |
| 1988 | Somewhere Down the Crazy River | Official Singles Chart | 15                  |
| 1988 | Fallen Angel                   | Official Singles Chart | 95                  |